# 青い空はポケットさ
「青い空はポケットさ」（あおいそらはポケットさ）は、アニメ『ドラえもん』のテーマ曲の一つ。

## テレビ・映画

### 大杉久美子版
オリジナル歌手は大杉久美子であり、テレビアニメ『ドラえもん』（1979年テレビ朝日版）の初代エンディングテーマとして、1979年（昭和54年）4月8日から1981年（昭和56年）9月27日までの、日曜朝の再放送・ネット放送枠（当時の本放送は10分帯枠）で使われた。
本編終了直後に挿入歌「ドラえもん・えかきうた」が流れ、CMを挟んで本テーマが流れた。
エンディングの映像は2バージョンあり、その内の一つでは以下のエピソードが静止画で使われた。
1. もしもボックス (てんとう虫コミックス11巻)
2. のび太の恐竜 (てんとう虫コミックス10巻)
3. ヤカンレコーダー (てんとう虫コミックス4巻)
4. ロケットそうじゅうくんれん機 (てんとう虫コミックス13巻)
5. ドラえもんだらけ (てんとう虫コミックス5巻)
6. 折り紙ラジコン (藤子・F・不二雄大全集7巻)
7. のび太漂流記 (てんとう虫コミックス6巻)
8. デンデンハウスは気楽だな (てんとう虫コミックス9巻)
9. とうめいペンキ (てんとう虫コミックススペシャル『ドラえもんカラー作品集』1巻)
10. お天気ボックス (てんとう虫コミックス10巻)
11. 好きでたまらニャい (てんとう虫コミックス7巻)
12. からだの部品とりかえっこ (てんとう虫コミックス11巻)
13. キャンプ (てんとう虫コミックススペシャル『ドラえもんカラー作品集』5巻)
14. クモノイトン (てんとう虫コミックススペシャル『ドラえもんカラー作品集』6巻)
15. 空であそんじゃあぶないよ (てんとう虫コミックス17巻)
16. 空とぶさかな (てんとう虫コミックス7巻)
17. 夜の世界の王さまだ！ (てんとう虫コミックス6巻)

そのほか、映画『ドラえもん ぼく、桃太郎のなんなのさ』（1981年）のエンディングテーマにも採用された。

### 山野さと子版
山野さと子によるカバー版は、映画『帰ってきたドラえもん』（1998年）のエンディングテーマに採用された。

## ディスク
初ディスク化は1979年4月25日発売の日曜枠主題歌集EP「ドラえもん ドラえもんのうた/ドラえもん・えかきうた/青い空はポケットさ」(SCS-474) である。B面が挿入歌「えかきうた」とエンディングテーマ「青い空はポケットさ」だった。

## 本
『みんなでたのしむこどものうた大集合210曲 ピアノ簡易伴奏譜付き』（ISBN 9784845618057）に収録。